# Au-delà de la peur
Pour plus de détails, voir Fiche technique et Distribution.
Au-delà de la peur est un film franco-italien de Yannick Andréi sorti en 1975.

## Synopsis
Claude (Michel Bouquet) se retrouve impliqué dans un braquage à la suite d'un malentendu. Face à Guilloux (Michel Constantin), il prend conscience du danger. Les gangsters prennent en otage sa femme et son fils.

## Fiche technique
- Réalisation, scénario : Yannick Andréi
- Musique : Alain Goraguer
- Pays d'origine :  France -  Italie
- Format :
- Genre : drame, policier
- Durée : 92 minutes
- Lieu de tournage : Le Pecq, Yvelines
- Date de sortie : 24 septembre 1975

## Distribution
- Michel Bouquet : Claude Balard
- Michel Constantin : René Guilloux
- Marilù Tolo : Nicole Balard
- Moustache : Raoul Georgeaud
- Paul Crauchet : M. Frenet, directeur de la police
- Jean-Pierre Darras : l'inspecteur Bourrier
- Paolo Bonaccelli : Francesco Grimaldi
- Michel Creton : Le Goff
- Paul Mercey : l'employé de la gare
- Sophie Grimaldi :
- Jean-François Deveaux : Preteux, un policier
- Jean-Claude Bouillaud : un policier
- Ambroise Bia : un homme de Guilloux
- Gerhard Bormann : un homme de Guilloux
- René Morard : un homme de Guilloux

## Sortie vidéo
Le film sort en DVD dans la collection Gaumont Découverte DVD le 2 septembre 2020.